# Mediterranean Tales
Mediterranean Tales è un album registrato in studio da Pasquale Stafano al pianoforte e Gianni Iorio al bandoneón. 
L'album è stato prodotto dall'etichetta tedesca Enja Records a gennaio 2020. Le liner notes sono di  Matthias Winckelmann fondatore di Enja Records.

## Tracce
1. Secret Sun Dance – 9:36
2. Landscapes – 5:51
3. Nature – 8:03
4. The Dreamer – 10:59
5. The day is gone – 8:00
6. Chacarera gringa – 13:16